# Prototrachia sedula
Prototrachia sedula é uma espécie de gastrópode  da família Camaenidae.
É endémica da Austrália.